# G.718
G.718은 고품질 협대역(250 Hz에서 3.5 kHz)을 제공하는 조절 가능한 음성 및 오디오코덱이 내장된 ITU-T 권고이다.